# Juan Francisco Franck
Juan Francisco Franck (* 16. Mai 1973) ist ein argentinischer Philosoph.

## Leben
Er erwarb von 1992 bis 1998 mit der Lizenziatsarbeit La causalidad humana en la filosofía de la historia de Giambattista Vico (Menschliche Kausalität in der Geschichtsphilosophie von Giambattista Vico) das Lizenziat in Philosophie an der Päpstlichen Katholischen Universität von Argentinien. Zusätzlich bildete er sich ebenda von 1995 bis 1996 pädagogisch für Philosophie aus. An der Internationalen Akademie für Philosophie erwarb er von 1999 bis 2001 den Doktortitel in Philosophie mit der Dissertation Von der Natur des Geistes zur persönlichen Würde. Eine Studie über Rosmini. Von 2002 bis 2005 forschte er als Postdoc an der Universität Fribourg zum Themen Kantische Ethik und der Begriff der Person in der zeitgenössischen bioethischen Diskussion. Als Postdoc forschte er 2011 an der Universidad de Navarra zum Gegenstand Neurowissenschaft und Philosophie. An der Universidad del Norte Santo Tomás de Aquino lehrt er seit 2007 als Professor für moderne Philosophie. Seit 2012 forscht er in Philosophie an der Universidad Austral.

## Schriften (Auswahl)
- als Herausgeber: La filosofía cristiana de Antonio Rosmini. Actas del Congreso Internacional de Filosofía. Buenos Aires, 1 al 3 de junio de 2005. Univ. Católica Argentina, Buenos Aires 2006, ISBN 9504400442.
- From the nature of the mind to personal dignity. The significance of Rosmini's philosophy. Catholic University of America Press, Washington 2006, ISBN 978-0-8132-1438-2 (zugleich Dissertation, Internationale Akademie für Philosophie 2001).
- als Herausgeber mit Oscar H. Beltrán, Héctor J. Delbosco und Juan Pablo Roldán: Contemplata aliis tradere. Miscelánea homenaje al profesor Juan R. Courréges en su 75° aniversario. Dunken, Buenos Aires 2007, OCLC 708090038.
- als Herausgeber mit Agustín Echavarría: La causalidad en la filosofía moderna. De Suárez al Kant precrítico (= Cuadernos de Anuario Filosófico - Serie Universitaria. Band 247). Servicio de publicaciones de la Universidad de Navarra, Pamplona 2012, ISBN 8480813407.
- als Herausgeber mit Claudia Vanney: ¿Determinismo o indeterminismo? Grandes preguntas de las ciencias a la filosofía (= Colección “De las ciencias a la filosofía”. Band 4). Universidad Austral-Ediciones Logos, Pilar-Rosario 2016, ISBN 9506736677.